# Łukasz Grzeszczuk
Łukasz Grzeszczuk (ur. 3 marca 1990 w Warszawie) – polski lekkoatleta, specjalizujący się w rzucie oszczepem.
W 2009 odniósł swój największych dotychczasowy sukces zdobywając z wynikiem 73,55 brązowy medal mistrzostw Europy juniorów. Zwyciężył w meczu młodzieżowców Polska – Niemcy w Bydgoszczy (2010). W 2011 uplasował się na piątym miejscu mistrzostw Europy młodzieżowców oraz był ósmy podczas uniwersjady. Szósty oszczepnik uniwersjady w Kazaniu.  Nie udało mu się awansować do finału mistrzostw świata w Moskwie (2013). We wrześniu 2013 zwyciężył w igrzyskach frankofońskich. Nie udało mu się awansować do finału mistrzostw Europy w Zurychu (2014), za to podczas następnych mistrzostw w Amsterdamie (2016) wystąpił w finale tej samej konkurencji, plasując się na 11. pozycji.
Reprezentant Polski w drużynowych mistrzostwach Europy.
Medalista mistrzostw Polski seniorów ma w dorobku dwa złote medale (Bydgoszcz 2011, Szczecin 2014), dwa srebrne (Toruń 2013, Bydgoszcz 2016) oraz dwa brązowe medale (Bielsko-Biała 2012, Białystok 2017). Oszczepnik jest wicemistrzem Polski juniorów z 2009 roku oraz dwukrotnym mistrzem Polski młodzieżowców (Kraków 2010 i Gdańsk 2011). Medalista mistrzostw kraju Akademickiego Związku Sportowego.
Rekord życiowy: 84,77 (29 maja 2014, Ryga) – jest to siódmy wynik w historii rzutu oszczepem w Polsce.

## Osiągnięcia
| Rok  | Impreza                                  | Miejsce        | Pozycja           | Wynik |
| ---- | ---------------------------------------- | -------------- | ----------------- | ----- |
| 2009 | Mistrzostwa Europy juniorów              | Nowy Sad       | 3. miejsce        | 73,55 |
| 2010 | Mecz młodzieżowców (U23) Polska – Niemcy | Bydgoszcz      | 1. miejsce        | 75,62 |
| 2011 | Młodzieżowe mistrzostwa Europy           | Ostrawa        | 5. miejsce        | 79,02 |
| 2011 | Uniwersjada                              | Shenzhen       | 8. miejsce        | 75,65 |
| 2013 | Superliga drużynowych mistrzostw Europy  | Gateshead      | 5. miejsce        | 78,35 |
| 2013 | Uniwersjada                              | Kazań          | 6. miejsce        | 77,93 |
| 2013 | Mistrzostwa świata                       | Moskwa         | el. – 27. miejsce | 74,72 |
| 2013 | Igrzyska frankofońskie                   | Nicea          | 1. miejsce        | 78,62 |
| 2014 | Superliga drużynowych mistrzostw Europy  | Brunszwik      | 7. miejsce        | 78,42 |
| 2014 | Mistrzostwa Europy                       | Zurych         | el. – 13. miejsce | 77,74 |
| 2016 | Mistrzostwa Europy                       | Amsterdam      | 11. miejsce       | 76,41 |
| 2016 | Igrzyska olimpijskie                     | Rio de Janeiro | el. – 31. miejsce | 76,52 |